# زوران دراجيتش
زوران دراجيتش (بالسلوفينية: Zoran Dragić)‏ مواليد 22 يونيو 1989 في ليوبليانا، جمهورية يوغوسلافيا الاشتراكية الاتحادية، هو لاعب كرة سلة محترف سلوفيني بدأ مسيرته الاحترافية في سنة 2004 يلعب مع فريق خيمكي ويحمل الرقم 3.

## فرق لعب لها
- بالونكيستو مالقا
- فينيكس صنز
- ميامي هيت
- خيمكي

## إحصائيات المسيرة

### الرابطة الوطنية لكرة السلة

#### الموسم الاعتيادي
| السنة   | الفريق     | لعب | بدأ | دقيقة | ميداني% | ثلاثية | حرة  | ارتداد | صنع | استلاب | تصدي | نقطة |
| ------- | ---------- | --- | --- | ----- | ------- | ------ | ---- | ------ | --- | ------ | ---- | ---- |
| 2014–15 | فينيكس صنز | 6   | 0   | 2.2   | .250    | .000   | .667 | .5     | .2  | .0     | .0   | 1.0  |
| 2014–15 | ميامي هيت  | 10  | 1   | 6.2   | .409    | .333   | .500 | .5     | .4  | .2     | .0   | 2.2  |
| المسيرة |            | 16  | 1   | 4.7   | .367    | .214   | .600 | .5     | .3  | .1     | .0   | 1.8  |

## روابط خارجية
- زوران دراجيتش على موقع الاتحاد الدولي لكرة السلة (الإنجليزية)
- زوران دراجيتش على موقع الدوري الأوروبي لكرة السلة (الإنجليزية)
- زوران دراجيتش على موقع إن بي أي (الإنجليزية)
- زوران دراجيتش على موقع سبورتس رفرنس (الإنجليزية)
- زوران دراجيتش على موقع الدوري الإسباني لكرة السلة (الإسبانية)
- زوران دراجيتش على موقع كرة السلة الأوروبية.كوم (الإنجليزية)
- زوران دراجيتش على موقع DraftExpress.com (الإنجليزية)
- زوران دراجيتش على موقع إي إس بي إن.كوم (الإنجليزية)
- زوران دراجيتش على موقع ريلجم (الإنجليزية)
- زوران دراجيتش على موقع بروبوليرز (الإنجليزية)